# Bitch's Life Illustration File
Bitch's Life Illustration File (ビッチズ・ライフイラストレーションファイル?, Bicchizu Raifu Irasutoreeshon Fairu) è un artbook, raccolta di illustrazioni a tema erotico curato da Yasushi Nirasawa.

## Lista degli artisti
Numerosi artisti hanno contribuito alla realizzazione del libro:
- Masakazu Katsura
- Sho-u Tajima
- Jun Tsukasa
- Magaki Zanzo
- Yukie
- Hajime Satou
- Katsuya Terada
- Range Murata
- Yasushi Nirasawa
- Martin F. Emond
- Akira Toriyama
- COOP!
- Hiroaki Samura
- Ryuichiro Kutsusawa
- Shinichi Hiromoto
- Tsutomu Nihei
- Kot
- Kenji Yamamoto
- Yu Kinutani
- Nao Saejima
- Kanako Nakayama
- Vivienne Sato
- Hajime Sorayama